# 레즈비언 여성주의

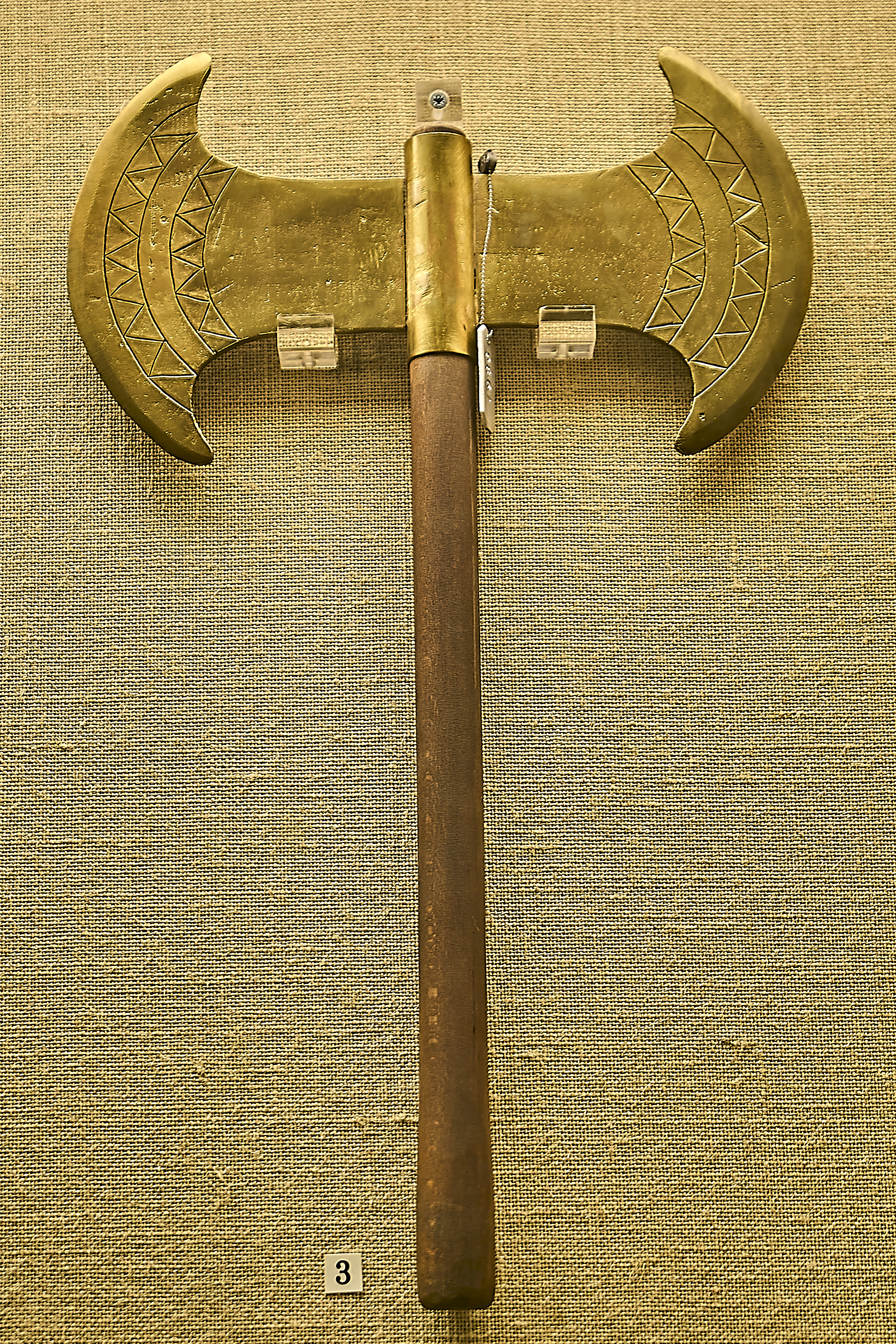
라브리스는 1970년대 후반부터 레즈비언과 여성주의의 힘과 자주성을 상징적으로 표현하는 데 사용되었다.

레즈비언 여성주의 프라이드 깃발. 자주색을 바탕으로 까만 세모 위에 라브리스를 얹은 모양.

여성 기호 두 개를 겹친 기호가 있는 레즈비언 프라이드 깃발(생물학과 식물학에서 금성(여성) 기호(Venus symbol)는 여성을 나타냄)

레즈비언 여성주의(Lesbian feminism)는 여성들에게 자신의 노력, 관심, 관계와 활동의 중심을 남자가 아닌 같은 여성들에게 두기를 장려하는 문화적 운동이자 비판적 관점으로, 보통 여성주의의 논리적 결과에 따라 레즈비언주의를 옹호한다. 레즈비언 여성주의는 1970년대에서 1980년대 초기, 주로 북미와 서유럽에서 가장 영향력을 미쳤으나, 1960년대 후반에 시작되었으며, 신좌파, 동성애 평등 캠페인, 동성애자(게이) 해방 운동 내의 성차별, 당시 대중적인 여성 운동 내 동성애 혐오에 대한 불만에서 비롯되었다. 레즈비언주의 지지자 다수는 사실 동성애자(게이) 해방 운동에 참여했으나 성차별 및 운동 집단이 남성 동성애자(게이)에 집중하는 데 지친 여성들과 주류 여성 운동을 하며 내부의 동성애혐오에 지친 레즈비언들이었다.
주요 사상가와 활동가로는 샬롯 번치, 리타 메이 브라운, 에이드리언 리치, 오드리 로드, 메릴린 프라이, 메리 데일리, 쉴라 제프리스, 바바라 스미스, 팻 파커, 마가렛 슬로운-헌터, 셰릴 클라크, 글로리아 E. 안잘두아, 셰리 모라가, 모니카 위티그, 새러 아메드 가 있다. (단 모니크 위티크와 새러 아메드는 보통 퀴어 이론의 등장에 기여한 것으로 더 알려져 있다.)
레즈비언 여성주의자 쉴라 제프리스가 말했듯, '레즈비언 여성주의자은 두 가지 발전의 결과물로 나타나게 되었다. 첫째, 여성 해방 운동 내 레즈비언들이 새롭고 유일무이한 여성주의 레즈비언 정치 운동을 만들어내기 시작했고, 둘째, 게이 해방 전선 내 레즈비언들이 자매들과 합류하기 위해 떠났다. 캐나다의 주요 언론인이자 여성주의 활동가인 주디 레빅에 따르면, '레즈비언들은 본인들의 문제는 여성 운동 내에서 주목 받지 못했음에도 불구, 과거에도 지금까지도 늘 '여성 운동의 핵심'이었다.'
유색인종 레즈비언 여성주의는 레즈비언 여성주의 사상이 이성애를 비롯, 계급과 인종의 문제를 억압의 원인으로 통합하지 못한 데 대한 대응으로 등장했다.

## 핵심 아이디어
레즈비언 여성주의는 여성주의, 레즈비언 및 게이 연구, 퀴어 이론과 흡사하게 논쟁과 개정을 중시하는 특성이 두드러진다. 동시에 레즈비언 여성주의 핵심 주제 하나는 제도로서의 이성애에 대한 분석이다. 레즈비언 여성주의 관련 출판물은 이성애를 부자연스러운 것으로 규정하며, 이 부자연스러움을 바탕으로 가부장제, 자본주의, 식민주의 와 같은 제도에 있는 이성애의 '뿌리'를 탐구한다. 이에 더해 레즈비언 여성주의는 이러한 제도에 품은 불만과 제도에서 소외된 데 따른 합리적 결론으로써  레즈비언주의를 변호한다.
쉴라 제프리스는 레즈비언 여성주의가 다음 일곱가지 핵심 주제를 포함하는 것으로 정의한다.
- 서로 사랑하는 여성들의 사랑을 강조함
- 분리주의 조직
- 공동체와 사상
- 레즈비언주의는 선택이자 저항이라는 견해
- 개인적인 것이 정치적인 것이라는 주장
- 사회 서열(사회 계층) 거부
- 남성우월주의 비판

레즈비언 여성주의 문학 평론가 보니 짐머만(Bonnie Zimmerman)은 레즈비언 여성주의 운동 내 작가들이 사용하는 언어를 여러 차례 분석하며, 자서전적 서술과 개인의 증언을 활용한다. 짐머만에 따르면 레즈비언 여성주의 문서는 특히 비선형적이며 시적이고 모호하기까지 한 경향이 있다.
유색인종 레즈비언 여성주의자들은 교차성, 특히 성별, 계급, 인종의 교차를 주장하며, 성적 지향에 관한 연구와 데이터 대부분이 백인 시스 남성이 만든 것임을 강조한다.

## 같이 보기
- 여성주의의 운동과 이념
- 레즈보포비아